# Brett McClure
Pour les articles homonymes, voir McClure.
Brett McClure est un gymnaste artistique américain né le 19 février 1981 à Yakima. Il est marié à la gymnaste Jaycie Phelps.

## Biographie
Lors des Jeux olympiques d'été de 2004 se tenant à Athènes, il remporte la médaille d'argent dans l'épreuve du concours par équipes en compagnie de ses coéquipiers Morgan Hamm, Paul Hamm, Jason Gatson, Blaine Wilson et Guard Young. Il remporte également la médaille d'argent dans la même épreuve avec l'équipe américaine lors des Championnats du monde de 2001 et 2003.